# Нольде, Александр Эмильевич
Александр Эмильевич Нольде (20 августа [1 сентября] 1873, Екатеринослав — 4 ноября 1919) — профессор, сенатор, исследователь правовой науки.

## Биография
Родился в городе Екатеринослав. Отец — из дворян Курляндской губернии, начальник екатеринославского губернского жандармского управления (1867—1879), генерал-майор (1882) барон Карл-Эмилий Федорович фон Нольде (22.10.1828—8.09.1882), мать Мария Андреевна урождённая (?) (1833—1896).
В 1896 году окончил юридический факультет Санкт-Петербургского университета. С 1900 года — на государственной службе по Министерству народного просвещения. Одновременно вёл практические занятия по римскому праву в Санкт-Петербургском университете. Профессор Императорского Александровского лицея. С 1917 года — экстраординарный, с 1918 года — ординарный профессор Петроградского университета.
С 29 июня 1917 года — сенатор и член образованного при Сенате особого присутствия по отчуждению недвижимых имуществ для государственной и общественной пользы.
Погиб в 1919 году при попытке нелегального перехода российско-финской границы.

## Научная деятельность
В 1906 году в Санкт-Петербургском университете защитил магистерскую диссертацию по специальности гражданское право на тему: «Очерки истории кодификации местных гражданских законов при графе Сперанском. Выпуск 1. Попытка кодификации литовско-польского права».
Наряду с практической деятельностью уделял большое внимание научным исследованиям проблем истории и деятельности Сената, кодификации законодательства и др.
Исследования А. Э. Нольде представляют значительный интерес для современного читателя прежде всего тем, что содержат уникальный материал по истории систематизации местного права прибалтийских народов и тех затруднениях, которые пришлось преодолеть в процессе его кодификации.
Нольде показывал, что первоначально комиссия, созданная Александром Первым, действовала не совсем удачно по двум причинам:
1. из-за многообразия источников права и отсутствия достаточной научной их разработки
2. отсутствия оригинальной системы права, созданной местной судебной практикой
Первый проект Свода местных гражданских законов, составленный Самсоном, успеха не имел ввиду его неполноты. В Своде содержались нормы только писанного права, тогда как значительная часть норм действовала в виде обычаев. Доработанный проект ревизионным комитетом, образованным при II отделении С. Е. И. В. Канцелярии, характеризовался большей полнотой и точностью изложения местного права, однако далеко не все его положения могли быть признаны достаточно точным и полным выражением основных принципов местного права. Проект не был утверждён в качестве источника права из-за отсутствия ссылок на источники помещённые в Своде статей.
Проект удалось доработать профессору Дерптского университета А. А. Бунге. В Свод были включены статьи, взятые из римского права, источников местного права и норм общегерманского права. При этом значительная часть статей, излагающих постановления местных источников права, была дословно заимствована из курсов А. А. Бунге, поскольку они по осторожности формулировок и тщательности разработок представлялись вполне пригодными в качестве действующих норм права. Русскому тексту Свода был придан приоритет над источниками, подготовленными на немецком языке. Во всех случаях коллизий текстов, подготовленных на русском и немецком языках, должен был действовать текст Свода.

## Семья
- Жена — Надежда (1.05.1876—27.06.1934), сестра Михаила Искрицкого (1876-1948), замужем первым браком за Владимиром Николаевичем Экстеном (1871—1904)[2].
- Брат — Андрей (11 июня 1855 — 17 декабря 1918), женат на Катарине Каролине Ванде урождённой ?[2]
- Сестра — Екатерина (15 декабря 1856 — 3 декабря 1917[3])
- Сестра — Аделаида (29 января 1858 — около 1920), замужем за Андреем Вронским[2]
- Брат — Михаил (8 ноября 1859 — около 1920)[2]
- Брат — Мария (22 июля 1863 — около 1867)[2]

## Избранные труды
- Нольде А. Э. Два новых закона о внебрачных детях // Вестн. гражданского права. — 1913. — № 8. — С. 29-50.
- Нольде А. Э. К истории перевода Литовского статута на русский язык // Сб. статей в честь Д. Ф. Кобеко. — СПб., 1913. — С. 135-142.
- Нольде А. Э. О принудительном отчуждении недвижимостей по английскому праву. — СПб., 1907. — 103 с. — (из Журн. М-ва юстиции. — 1907, февраль-март).
- Нольде А. Э. Об ограниченной ответственности судохозяев по утаву торговому. — СПб., 1908. — 37 с. — (из Журн. М-ва юстиции. — 1908, сентябрь-октябрь).
- Нольде А. Э. Один из источников текста Свода гражданских узаконений губерний прибалтийских. — СПб.: тип. т-ва «Обществ. польза», 1913. — 24 с. — (из Вестн. гражданского права. — 1913. — № 4).
- Нольде А. Э. Отношения между судом м администрацией после издания судебных уставов. — Петроград: Сенатск. тип., 1915. — 24 с. — (из изд.: Судебные уставы 20 ноября 1864 г. за пятьдесят лет).
- Нольде А. Э. Очерки по истории кодификации местных гражданских законов при графе Сперанском : Дис.: Вып. 1-2. — СПб.: Сенатск. тип., 1904—1914.
- Нольде А. Э. К. П. Победоносцев и судебная реформа. — Петроград: тип. т-ва «Обществ. польза», 1915. — 42 с. — (из Вестн. гражданского права. — 1915. — № 8).
- Нольде А. Э. Пожизненное владение родовым имуществом по завещанию супруга. — Петроград: тип. бр. В. и И. Линник, 1916. — 55 с.
- Нольде А. Э. Порядки австрийского парламента. — СПб.: Сенатск. тип., 1906. — 30 с. — (из Журн. М-ва юстиции. — 1906, март).
- М. М. Сперанский. Биография. — М.: Московская школа политических исследований, 2004. — 304 с. — (Культура. Политика. Философия). — ISBN 5-93895-054-6.